# Heteroonops macaque
Espèce
Heteroonops macaque est une espèce d'araignées aranéomorphes de la famille des Oonopidae.

## Distribution
Cette espèce est endémique de la Dominique. Elle se rencontre vers 700 m d'altitude sur le morne Macaque.

## Description
Le mâle holotype mesure 1,59 mm.

## Étymologie
Cette espèce est nommée en référence au lieu de sa découverte, le morne Macaque.

## Publication originale
- Platnick & Dupérré, 2009 : The goblin spider genus Heteroonops (Araneae, Oonopidae), with notes on Oonops.  American Museum Novitates, no 3672, p. 1-72 (texte intégral).